# Irlanda Unida

La isla de Irlanda, distinguiendo la zona independiente (verde) y la del Reino Unido (amarillo)

Irlanda Unida (en inglés: United Ireland, en irlandés: Aontaithe na hÉireann) es el término utilizado para referirse al ideal de unificar todo el territorio de la isla de Irlanda bajo un mismo estado soberano. 
Tradicionalmente dividida en treinta y dos condados, la isla de Irlanda incluye el territorio de dos estados soberanos independientes: la República de Irlanda, que abarca veintiséis condados, y el Reino Unido de Gran Bretaña e Irlanda del Norte, que abarca seis.

## La división política

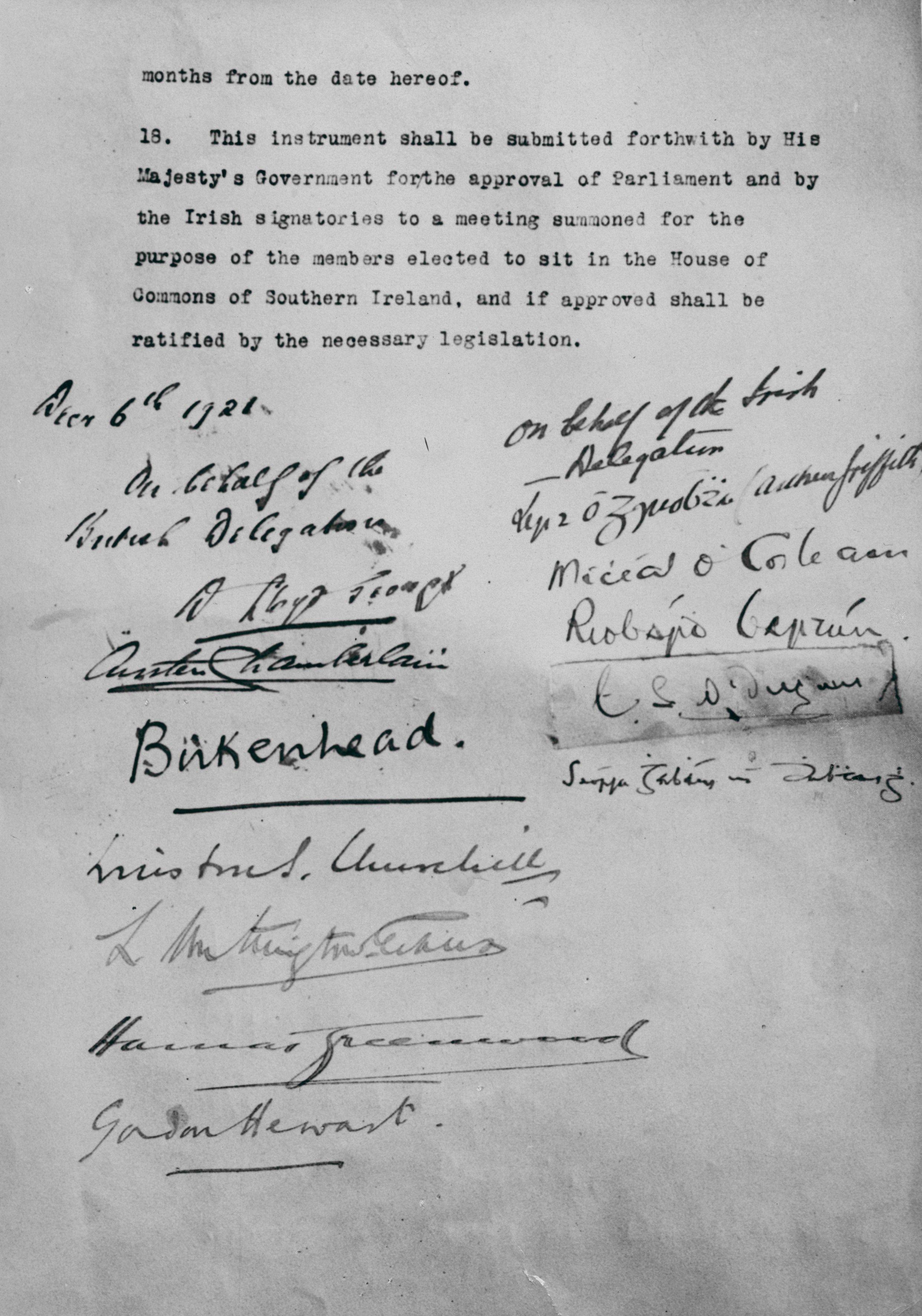
Página de firmas del Tratado Anglo-Irlandés de 1921

La isla de Irlanda se encuentra políticamente dividida en dos estados desde la firma del Tratado Anglo-Irlandés firmado el 6 de diciembre de 1921, por el que se reconocía simultáneamente la existencia del nuevo Estado Libre Irlandés y a su vez la capacidad de Irlanda del Norte de decidir no unirse a dicho Estado. El parlamento norirlandés rechazó esa posibilidad, y solicitó seguir perteneciendo al Reino Unido, convirtiéndose desde entonces en uno de sus países constituyentes. En 1937 el Estado Libre Irlandés se separó de la Mancomunidad Británica de Naciones, y en 1949 acabaría constituyéndose en la actual República de Irlanda, sin vinculación política alguna con el Reino Unido.

## Posturas enfrentadas
La constitución de un estado independiente del Reino Unido sobre todo el territorio de la isla es la aspiración histórica de los republicanos y nacionalistas irlandeses. Por el contrario, los unionistas y lealistas se oponen a esta idea, y apoyan la pertenencia de Irlanda del Norte al Reino Unido. En 2009 una encuesta reflejaba que el 21% de los ciudadanos norirlandeses apoyaba una Irlanda Unida. En la República de Irlanda, ese porcentaje asciende hasta el 80% de los encuestados. En Gran Bretaña las encuestas muestran un apoyo cercano al 40% a la idea.
Dentro de la idea de una Irlanda Unida se han sugerido varios modelos para su reunificación: el federalismo o el confederalismo, pasando por un Estado unitario. El artículo 15.2 de la Constitución de Irlanda, promulgada en 1937, prevé la posibilidad de devolución en el Estado irlandés. En 1999, los artículos 2 y 3 de la Constitución se enmendaron para abandonar la reivindicación territorial sobre el Norte en ellos incluida, en cumplimiento de lo pactado en el Acuerdo de Viernes Santo.

## Historia hasta la actualidad
La delimitación de las fronteras de Irlanda en 1921 provino de factores demográficos, económicos, religiosos y políticos. En términos demográficos, los seis condados constitutivos de Irlanda del Norte contienen una mayoría unionista y protestante, lo que favorece la continuación de la unión con Gran Bretaña. Los veintiséis condados de la República están poblados muy mayoritariamente por católicos. En términos políticos, el gobierno británico se mostró renuente en los años 1920 a retirar su jurisdicción a la totalidad de la isla por razones estratégicas; su política desde 1921 ha sido, al menos formalmente, de respeto a un acuerdo por la unidad irlandesa siempre que se realizase con el consentimiento voluntario del Norte. En 1940 Gran Bretaña llegó a ofrecer la unión del Norte con el Estado Libre Irlandés, a cambio del abandono irlandés de la neutralidad en la Segunda Guerra Mundial y su consiguiente entrada en guerra contra el Eje, propuesta que fue rechazada rápidamente.
Si bien los gobiernos de la Irlanda independiente, en particular los de Éamon de Valera, persiguieron la reunificación política de Irlanda Unida durante todo el siglo XX, la perspectiva de una Irlanda Unida adquirió una importancia particular a raíz del estallido del conflicto de Irlanda del Norte, que se desarrolló desde los años 1960 hasta finales del siglo. Los principales partidos políticos en Gran Bretaña y ambas Irlandas aceptan el principio de que la reunificación sólo puede lograrse con el consentimiento de la mayoría de la población de Irlanda del Norte. Los principales partidos políticos en el Sur se muestran a favor de la misma, al igual que el SDLP y el Sinn Féin (y los grupos paramilitares republicanos) en Irlanda del Norte. Por el contrario, la reunificación es rechazada históricamente por los partidos unionistas y los grupos paramilitares unionistas en Irlanda del Norte.
El Gobierno británico está comprometido, en virtud de la Northern Ireland Act de 1998, a respetar los deseos de la mayoría de la población de Irlanda del Norte en un sentido u otro.
La aprobación, mediante referéndum, de la salida del Reino Unido de la Unión Europea, ha reavivado la idea de un único estado irlandés al haber votado la mayoría del electorado de Irlanda del Norte por la permanencia en la misma, aunque el gobierno norirlandés ha descartado la celebración de un referéndum acerca de la unificación.